# Segunda Categoría de Ecuador 2019
La Segunda Categoría 2019, fue la edición N°. 46 de la Segunda Categoría del fútbol ecuatoriano, este torneo fue el tercer escalafón en la pirámide del Fútbol Ecuatoriano por detrás de la Serie A y Serie B, las fases finales comenzaron a disputarse el 3 de agosto de 2019 y finalizó el 22 de diciembre de 2019.
El campeón del torneo fue Chacaritas Fútbol Club de Pelileo quien consiguió su primer título y debutó en la Primera Categoría B del fútbol ecuatoriano, además de sumar cuatro equipos de la Asociación de Fútbol de Tungurahua. Por otra parte el subcampeón del torneo fue el histórico equipo 9 de Octubre Fútbol Club de la ciudad de Guayaquil que regresó después de 22 años a la Serie B donde la última temporada que disputó fue la de 1997.
En 1967, se denominó Segunda División Ecuatoriana de Fútbol ya que aún no se formaba la Serie B en los años 1967-1970. En los años 1968-1974, se jugó los campeonatos provinciales tras la desaparición de la Segunda División Ecuatoriana de Fútbol. En los años 1973 y 1983-1988 se desarrolló como el segundo nivel del fútbol ecuatoriano tras la desaparición de la Serie B y retomando su antiguo nombre. El torneo comprendió en 4 etapas: el primer semestre del año se jugaron los campeonatos provinciales, y en el segundo semestre las fases: regional, nacional y final.

## Sistema de campeonato
El formato para el torneo de Segunda Categoría 2019 fue confirmado en enero de 2019, tal como fue en el 2018 en el Congreso Ordinario de Fútbol en la Federación Ecuatoriana de Fútbol, ahí las diferentes asociaciones aprobaron el sistema de campeonato, la cantidad de clubes participantes, que hasta 2015 era de 44 equipos, para este torneo se redujo a 37, es decir que los torneos provinciales que tuvieron cinco o menos equipos solo clasificó el campeón provincial y los torneos que tuvieron seis equipos en adelante clasificó el campeón y vicecampeón provincial.
Fase provincial (Primera etapa)
- La primera fase estuvo conformada por 21 asociaciones provinciales de fútbol del Ecuador, cada asociación tuvo su propio formato de clasificación.[4] Para esta edición la asociación de Napo estuvo suspendida por no tener el número mínimo de clubes requerido para estar activa en la FEF, por otro lado a la asociaciación de Pastaza se le levantó la suspensión y pudo volver a participar de los torneos organizados por la FEF.[5]
- Asociaciones con 5 o menos equipos clasificó 1 equipo a la fase regional.
- Asociaciones con 6 o más equipos clasificaron 2 equipos a la fase regional.

Fase regional (Segunda etapa)
| Zona Occidental                                  | Zona Occidental                                  | Zona Norte                                          | Zona Norte                                             | Zona Central                                                | Zona Central                                        | Zona Sur                         | Zona Sur                         |
| Grupo 1                                          | Grupo 2                                          | Grupo 1                                             | Grupo 2                                                | Grupo 1                                                     | Grupo 2                                             | Grupo 1                          | Grupo 2                          |
| ------------------------------------------------ | ------------------------------------------------ | --------------------------------------------------- | ------------------------------------------------------ | ----------------------------------------------------------- | --------------------------------------------------- | -------------------------------- | -------------------------------- |
| Esmeraldas 1 Los Ríos 2 Manabí 1 Santo Domingo 2 | Esmeraldas 2 Los Ríos 1 Manabí 2 Santo Domingo 1 | Imbabura 2 Carchi Cotopaxi 1 Orellana 2 Pichincha 1 | Imbabura 1 Orellana 1 Sucumbíos Cotopaxi 2 Pichincha 2 | Bolívar 2 Chimborazo 1 Tungurahua 1 Cañar 2 Morona Santiago | Bolívar 1 Chimborazo 2 Tungurahua 2 Cañar 1 Pastaza | Azuay 2 El Oro 1 Guayas 1 Loja 2 | Azuay 1 El Oro 2 Guayas 2 Loja 1 |

- Un total de 37 clubes jugaron esta etapa.
- Se dividió en 8 grupos: tres de 4 y cinco de 5 clubes.
- Cada grupo constó de 6 y 10 fechas respectivamente con partidos de ida y vuelta.
- Clasificaron los dos primeros de cada grupo (16 equipos) a la fase nacional.

Fase nacional (Tercera etapa)
- Un total de 16 clubes jugaron esta etapa.[6]
- Se dividió en 4 grupos de 4 clubes por sorteo.[7]
- Cada grupo constó de 6 fechas con partidos de ida y vuelta.
- Clasificaron los 4 primeros a la fase final.

Fase final (Cuarta etapa)
- Un total de 4 clubes jugaron esta etapa.
- El cuadrangular constó de 6 fechas con partidos de ida y vuelta.
- El primer y segundo equipo lograron el ascenso a la Serie B 2020.

## Equipos clasificados
| Asociación                                                                           | Equipo                               | Vía de clasificación |
| ------------------------------------------------------------------------------------ | ------------------------------------ | --- |
| Azuay 2 cupos                                                                        | Gloria Estrella Roja                 | Campeón de la Segunda Categoría de Azuay 2019 Subcampeón de la Segunda Categoría de Azuay 2019                                                   |
| Bolívar 2 cupos                                                                      | Unibolívar Primero de Mayo           | Campeón de la Segunda Categoría de Bolívar 2019 Subcampeón de la Segunda Categoría de Bolívar 2019                                               |
| Cañar 2 cupos                                                                        | San Francisco D' León                | Campeón de la Segunda Categoría del Cañar 2019 Subcampeón de la Segunda Categoría del Cañar 2019                                                 |
| Carchi 1 cupo                                                                        | Atlético Huaca                       | Campeón de la Segunda Categoría del Carchi 2019                                                                                                  |
| Chimborazo 2 cupos                                                                   | Alianza Deportivo Guano              | Campeón de la Segunda Categoría de Chimborazo 2019 Subcampeón de la Segunda Categoría de Chimborazo 2019                                         |
| Cotopaxi 2 cupos                                                                     | La Unión Geinco F. C.                | Campeón de la Segunda Categoría de Cotopaxi 2019 Subcampeón de la Segunda Categoría de Cotopaxi 2019                                             |
| El Oro 2 cupos                                                                       | Parma Santos                         | Campeón de la Segunda Categoría de El Oro 2019 Subcampeón de la Segunda Categoría de El Oro 2019                                                 |
| [[Archivo:\|20x20px\|border\|Bandera de Esmeraldas]] Esmeraldas 2 cupos              | Vargas Torres Esmeraldas F. C.       | Campeón de la Segunda Categoría de Esmeraldas 2019 Subcampeón de la Segunda Categoría de Esmeraldas 2019                                         |
| Guayas 2 cupos                                                                       | 9 de Octubre Patria                  | Campeón de la Segunda Categoría de Guayas 2019 Subcampeón de la Segunda Categoría de Guayas 2019                                                 |
| Imbabura 2 cupos                                                                     | Otavalo F. C. Imbabura S. C.         | Campeón de la Segunda Categoría de Imbabura 2019 Subcampeón de la Segunda Categoría de Imbabura 2019                                             |
| Loja 2 cupos                                                                         | Loja Federal Independiente de Pindal | Campeón de la Segunda Categoría de Loja 2019 Subcampeón de la Segunda Categoría de Loja 2019                                                     |
| Los Ríos 2 cupos                                                                     | Venecia Deportivo Quevedo            | Campeón de la Segunda Categoría de Los Ríos 2019 Subcampeón de la Segunda Categoría de Los Ríos 2019                                             |
| Manabí 2 cupos                                                                       | La Paz Juventud Italiana             | Campeón de la Segunda Categoría de Manabí 2019 Subcampeón de la Segunda Categoría de Manabí 2019                                                 |
| Morona Santiago 1 cupo                                                               | Liga Deportiva Juvenil               | Campeón de la Segunda Categoría de Morona Santiago 2019                                                                                          |
| Orellana 2 cupos                                                                     | Anaconda F. C. Deportivo Coca        | Campeón de la Segunda Categoría de Orellana 2019 Subcampeón de la Segunda Categoría de Orellana 2019                                             |
| Pastaza 1 cupo                                                                       | El Recreo                            | Campeón de la Segunda Categoría de Pastaza 2019                                                                                                  |
| [[Archivo:\|20x20px\|border\|Bandera de Pichincha]] Pichincha 2 cupos                | Cumbayá F. C. Espoli                 | Campeón de la Segunda Categoría de Pichincha 2019 Subcampeón de la Segunda Categoría de Pichincha 2019                                           |
| [[Archivo:\|20x20px\|border\|Bandera de Santa Elena (provincia)]] Santa Elena 1 cupo | Carlos Borbor Reyes                  | Campeón de la Segunda Categoría de Santa Elena 2019                                                                                              |
| Santo Domingo de los Tsáchilas 2 cupos                                               | 3 de Julio San Rafael                | Campeón de la Segunda Categoría de Santo Domingo de los Tsáchilas 2019 Subcampeón de la Segunda Categoría de Santo Domingo de los Tsáchilas 2019 |
| Sucumbíos 1 cupo                                                                     | Consejo Provincial                   | Campeón de la Segunda Categoría de Sucumbíos 2019                                                                                                |
| Tungurahua 2 cupos                                                                   | Chacaritas Pelileo S. C.             | Campeón de la Segunda Categoría de Tungurahua 2019 Subcampeón de la Segunda Categoría de Tungurahua 2019                                         |

## Zona 1
Los equipos de Esmeraldas, Los Ríos, Manabí, Santo Domingo de los Tsáchilas y Santa Elena.

     – Clasificado para los cuadrangulares semifinales.

### Clasificación
| Pos. | Equipo              | Pts. | PJ | G | E | P | GF | GC | Dif. |  |
| ---- | ------------------- | ---- | -- | - | - | - | -- | -- | ---- |  |
| 1    | Vargas Torres       | 19   | 8  | 6 | 1 | 1 | 24 | 6  | +18  |  |
| 2    | La Paz              | 15   | 8  | 4 | 3 | 1 | 36 | 7  | +29  |  |
| 3    | Deportivo Quevedo   | 12   | 8  | 3 | 4 | 1 | 23 | 5  | +18  |  |
| 4    | San Rafael          | 3    | 7  | 1 | 1 | 5 | 9  | 25 | −16  |  |
| 5    | Carlos Borbor Reyes | 0    | 7  | 0 | 1 | 6 | 4  | 53 | −49  |  |

Actualizado a los partidos jugados el 22 de septiembre de 2019.
 Fuente: ecuafutbol.org
Criterios de clasificación: 1) Puntos; 2) Diferencia de goles; 3) Goles marcados
Notas:
1. ↑  Deportivo Quevedo fue sancionado con la reducción de 1 punto por no presentar roles de pago.
2. ↑  San Rafael fue sancionado con la reducción de 1 punto por no presentar roles de pago.
3. ↑  Carlos Borbor Reyes fue sancionado con la reducción de 1 punto por no presentar roles de pago.

### Evolución de la clasificación
| Equipo / Jornada    | 01 | 02 | 03 | 04 | 05 | 06 | 07 | 08 | 09 | 10 |
| ------------------- | -- | -- | -- | -- | -- | -- | -- | -- | -- | -- |
| Vargas Torres       | 5  | 2  | 1  | 2  | 2  | 1  | 1  | 1  | 1  | 1  |
| La Paz              | 1  | 1  | 2  | 1  | 1  | 3  | 2  | 3  | 3  | 2  |
| Deportivo Quevedo   | 2  | 3  | 3  | 3  | 3  | 2  | 3  | 2  | 2  | 3  |
| San Rafael          | 3  | 4  | 4  | 4  | 4  | 4  | 4  | 4  | 4  | 4  |
| Carlos Borbor Reyes | 4  | 5  | 5  | 5  | 5  | 5  | 5  | 5  | 5  | 5  |

### Resultados
|        | Vargas Torres | 1 - 2               | La Paz              |                     | Folke Anderson           | 3 de agosto         | 12:30               |
|        | San Rafael    | 1 - 1               | Deportivo Quevedo   |                     | Jorge Chiriboga Guerrero | 4 de agosto         | 14:00               |
| Libre: | Libre:        | Carlos Borbor Reyes | Carlos Borbor Reyes | Carlos Borbor Reyes | Carlos Borbor Reyes      | Carlos Borbor Reyes | Carlos Borbor Reyes |

|        | Carlos Borbor Reyes | 0 - 2             | Vargas Torres     |                   | El Dorado         | 9 de agosto       | 16:15             |
|        | La Paz              | 3 - 1             | San Rafael        |                   | Jocay             | 11 de agosto      | 12:00             |
| Libre: | Libre:              | Deportivo Quevedo | Deportivo Quevedo | Deportivo Quevedo | Deportivo Quevedo | Deportivo Quevedo | Deportivo Quevedo |

|        | Vargas Torres     | 4 - 1  | San Rafael          |        | Folke Anderson | 14 de agosto | 09:00  |
|        | Deportivo Quevedo | 10 - 0 | Carlos Borbor Reyes |        | 7 de Octubre   | 14 de agosto | 16:00  |
| Libre: | Libre:            | La Paz | La Paz              | La Paz | La Paz         | La Paz       | La Paz |

|        | San Rafael | 4 - 3         | Carlos Borbor Reyes |               | Jorge Chiriboga Guerrero | 18 de agosto  | 14:00         |
|        | La Paz     | 0 - 0         | Deportivo Quevedo   |               | Jocay                    | 18 de agosto  | 14:30         |
| Libre: | Libre:     | Vargas Torres | Vargas Torres       | Vargas Torres | Vargas Torres            | Vargas Torres | Vargas Torres |

|        | Carlos Borbor Reyes | 1 - 1      | La Paz        |            | El Dorado    | 23 de agosto | 16:00      |
|        | Deportivo Quevedo   | 1 - 1      | Vargas Torres |            | 7 de Octubre | 25 de agosto | 15:00      |
| Libre: | Libre:              | San Rafael | San Rafael    | San Rafael | San Rafael   | San Rafael   | San Rafael |

|        | La Paz            | 0 - 2               | Vargas Torres       |                     | Jocay               | 31 de agosto        | 12:30               |
|        | Deportivo Quevedo | 5 - 0               | San Rafael          |                     | 7 de Octubre        | 1 de septiembre     | 15:00               |
| Libre: | Libre:            | Carlos Borbor Reyes | Carlos Borbor Reyes | Carlos Borbor Reyes | Carlos Borbor Reyes | Carlos Borbor Reyes | Carlos Borbor Reyes |

|        | Vargas Torres | 7 - 0             | Carlos Borbor Reyes |                   | Folke Anderson           | 4 de septiembre   | 09:00             |
|        | San Rafael    | 1 - 4             | La Paz              |                   | Jorge Chiriboga Guerrero | 4 de septiembre   | 15:00             |
| Libre: | Libre:        | Deportivo Quevedo | Deportivo Quevedo   | Deportivo Quevedo | Deportivo Quevedo        | Deportivo Quevedo | Deportivo Quevedo |

|        | San Rafael          | 1 - 5  | Vargas Torres     |        | Jorge Chiriboga Guerrero | 8 de septiembre | 14:00  |
|        | Carlos Borbor Reyes | 0 - 4  | Deportivo Quevedo |        | El Dorado                | 8 de septiembre | 16:00  |
| Libre: | Libre:              | La Paz | La Paz            | La Paz | La Paz                   | La Paz          | La Paz |

|        | Deportivo Quevedo   | 1 - 1         | La Paz        |               | 7 de Octubre   | 15 de septiembre | 15:00          |
|        | Carlos Borbor Reyes | -             | San Rafael    |               | No se programó | No se programó   | No se programó |
| Libre: | Libre:              | Vargas Torres | Vargas Torres | Vargas Torres | Vargas Torres  | Vargas Torres    | Vargas Torres  |

|        | La Paz        | 25 - 0     | Carlos Borbor Reyes |            | Jocay          | 22 de septiembre | 15:00      |
|        | Vargas Torres | 2 - 1      | Deportivo Quevedo   |            | Folke Anderson | 22 de septiembre | 15:00      |
| Libre: | Libre:        | San Rafael | San Rafael          | San Rafael | San Rafael     | San Rafael       | San Rafael |

## Zona 2
Los equipos de Esmeraldas, Los Ríos, Manabí y Santo Domingo de los Tsáchilas.

### Clasificación
| Pos. | Equipo            | Pts. | PJ | G | E | P | GF | GC | Dif. |  |
| ---- | ----------------- | ---- | -- | - | - | - | -- | -- | ---- |  |
| 1    | Venecia           | 9    | 6  | 3 | 1 | 2 | 5  | 4  | +1   |  |
| 2    | Esmeraldas        | 8    | 6  | 2 | 2 | 2 | 5  | 5  | 0    |  |
| 3    | Juventud Italiana | 7    | 6  | 1 | 4 | 1 | 3  | 3  | 0    |  |
| 4    | 3 de Julio        | 3    | 6  | 2 | 1 | 3 | 5  | 6  | −1   |  |

Actualizado a los partidos jugados el 21 de septiembre de 2019.
 Fuente: ecuafutbol.org
Criterios de clasificación: 1) Puntos; 2) Diferencia de goles; 3) Goles marcados
Notas:
1. ↑  Venecia fue sancionado con la reducción de 1 punto por no presentar roles de pago.
2. ↑  3 de Julio fue sancionado con la reducción de 4 puntos, 1 por el empate 0-0 conseguido en cancha y 3 de sanción por hacer actuar en el partido de la fecha 6 al jugador Jackson Quiñónez que se encontraba suspendido.

### Evolución de la clasificación
| Equipo / Jornada  | 01 | 02 | 03 | 04 | 05 | 06 |
| ----------------- | -- | -- | -- | -- | -- | -- |
| Venecia           | 2  | 1  | 1  | 2  | 2  | 1  |
| Esmeraldas        | 3  | 4  | 2  | 1  | 1  | 2  |
| Juventud Italiana | 4  | 3  | 4  | 3  | 3  | 3  |
| 3 de Julio        | 1  | 2  | 3  | 4  | 4  | 4  |

### Resultados
|  | Juventud Italiana | 1 - 2 | 3 de Julio    |  | Reales Tamarindos | 3 de agosto | 15:00 |
|  | Venecia           | 2 - 1 | Esmeraldas FC |  | Rafael Vera Yépez | 3 de agosto | 16:00 |

|  | Esmeraldas FC | 1 - 1 | Juventud Italiana |  | Folke Anderson   | 10 de agosto | 15:30 |
|  | 3 de Julio    | 1 - 2 | Venecia           |  | Obando y Pacheco | 10 de agosto | 15:30 |

|  | Juventud Italiana | 0 - 0 | Venecia       |  | Jocay            | 16 de agosto | 14:00 |
|  | 3 de Julio        | 0 - 1 | Esmeraldas FC |  | Obando y Pacheco | 17 de agosto | 15:30 |

|  | Esmeraldas FC | 2 - 1 | 3 de Julio        |  | Folke Anderson    | 31 de agosto | 12:30 |
|  | Venecia       | 0 - 1 | Juventud Italiana |  | Rafael Vera Yépez | 31 de agosto | 16:00 |

|  | Juventud Italiana | 0 - 0 | Esmeraldas FC |  | Jocay             | 13 de septiembre | 15:00 |
|  | Venecia           | 0 - 1 | 3 de Julio    |  | Rafael Vera Yépez | 15 de septiembre | 15:00 |

|  | Esmeraldas FC | 0 - 1 | Venecia           |  | Folke Anderson            | 21 de septiembre | 15:00 |
|  | 3 de Julio    | 0 - 0 | Juventud Italiana |  | Olímpico de Santo Domingo | 21 de septiembre | 15:00 |

## Zona 3
Los equipos de Carchi, Imbabura, Orellana, Pichincha y Cotopaxi.

### Clasificación
| Pos. | Equipo         | Pts. | PJ | G | E | P | GF | GC | Dif. |  |
| ---- | -------------- | ---- | -- | - | - | - | -- | -- | ---- |  |
| 1    | Imbabura       | 17   | 7  | 6 | 0 | 1 | 11 | 3  | +8   |  |
| 2    | Cumbayá        | 16   | 8  | 5 | 1 | 2 | 17 | 4  | +13  |  |
| 3    | La Unión       | 12   | 8  | 3 | 3 | 2 | 10 | 6  | +4   |  |
| 4    | Atlético Huaca | 4    | 6  | 1 | 2 | 3 | 10 | 10 | 0    |  |
| 5    | Deportivo Coca | −2   | 7  | 0 | 0 | 7 | 1  | 26 | −25  |  |

Actualizado a los partidos jugados el 20 de septiembre de 2019.
 Fuente: ecuafutbol.org
Criterios de clasificación: 1) Puntos; 2) Diferencia de goles; 3) Goles marcados
Notas:
1. ↑  Imbabura SC fue sancionado con la reducción de 1 punto por no presentar roles de pago.
2. ↑  Atlético Huaca fue sancionado con la reducción de 1 punto por no presentar roles de pago.
3. ↑  Deportivo Coca fue sancionado con la reducción de 2 puntos por no presentar roles de pago.

### Evolución de la clasificación
| Equipo / Jornada | 01 | 02 | 03 | 04 | 05 | 06 | 07 | 08 | 09 | 10 |
| ---------------- | -- | -- | -- | -- | -- | -- | -- | -- | -- | -- |
| Imbabura         | 3  | 3  | 1  | 2  | 2  | 3  | 3  | 1  | 1  | 1  |
| Cumbayá          | 2  | 2  | 2  | 3  | 1  | 1  | 1  | 2  | 2  | 2  |
| La Unión         | 1  | 1  | 3  | 1  | 3  | 2  | 2  | 3  | 3  | 3  |
| Atlético Huaca   | 5  | 4  | 4  | 4  | 4  | 4  | 4  | 4  | 4  | 4  |
| Deportivo Coca   | 4  | 5  | 5  | 5  | 5  | 5  | 5  | 5  | 5  | 5  |

### Resultados
|        | Cumbayá FC | 2 - 0       | Atlético Huaca |             | Xavier Fernández | 3 de agosto | 10:30       |
|        | La Unión   | 3 - 1       | Deportivo Coca |             | Jaime Zumárraga  | 3 de agosto | 11:30       |
| Libre: | Libre:     | Imbabura SC | Imbabura SC    | Imbabura SC | Imbabura SC      | Imbabura SC | Imbabura SC |

|        | Atlético Huaca | 2 - 2          | La Unión       |                | Olímpico de Tulcán    | 10 de agosto   | 13:15          |
|        | Imbabura SC    | 1 - 0          | Cumbayá FC     |                | Jaime Terán Jaramillo | 10 de agosto   | 16:00          |
| Libre: | Libre:         | Deportivo Coca | Deportivo Coca | Deportivo Coca | Deportivo Coca        | Deportivo Coca | Deportivo Coca |

|        | Cumbayá FC     | 1 - 0          | La Unión       |                | Xavier Fernández      | 14 de agosto   | 13:00          |
|        | Deportivo Coca | 0 - 2          | Imbabura SC    |                | Federativo de El Coca | 14 de agosto   | 13:30          |
| Libre: | Libre:         | Atlético Huaca | Atlético Huaca | Atlético Huaca | Atlético Huaca        | Atlético Huaca | Atlético Huaca |

|        | Atlético Huaca | 5 - 0      | Deportivo Coca |            | Olímpico de Tulcán | 17 de agosto | 13:15      |
|        | La Unión       | 1 - 0      | Imbabura SC    |            | Jaime Zumárraga    | 18 de agosto | 15:30      |
| Libre: | Libre:         | Cumbayá FC | Cumbayá FC     | Cumbayá FC | Cumbayá FC         | Cumbayá FC   | Cumbayá FC |

|        | Deportivo Coca | 0 - 7    | Cumbayá FC     |          | Federativo de El Coca | 24 de agosto | 14:30    |
|        | Imbabura SC    | 2 - 1    | Atlético Huaca |          | Jaime Terán Jaramillo | 24 de agosto | 16:00    |
| Libre: | Libre:         | La Unión | La Unión       | La Unión | La Unión              | La Unión     | La Unión |

|        | Atlético Huaca | 1 - 3       | Cumbayá FC  |             | Olímpico de Tulcán    | 31 de agosto | 13:00       |
|        | Deportivo Coca | 0 - 3       | La Unión    |             | Federativo de El Coca | 31 de agosto | 14:30       |
| Libre: | Libre:         | Imbabura SC | Imbabura SC | Imbabura SC | Imbabura SC           | Imbabura SC  | Imbabura SC |

|        | Cumbayá FC | 1 - 2          | Imbabura SC    |                | General Rumiñahui | 4 de septiembre | 09:00          |
|        | La Unión   | 1 - 1          | Atlético Huaca |                | Jaime Zumárraga   | 4 de septiembre | 15:30          |
| Libre: | Libre:     | Deportivo Coca | Deportivo Coca | Deportivo Coca | Deportivo Coca    | Deportivo Coca  | Deportivo Coca |

|        | Imbabura SC | 3 - 0          | Deportivo Coca |                | Jaime Terán Jaramillo | 7 de septiembre | 16:00          |
|        | La Unión    | 0 - 0          | Cumbayá FC     |                | Jaime Zumárraga       | 8 de septiembre | 15:30          |
| Libre: | Libre:      | Atlético Huaca | Atlético Huaca | Atlético Huaca | Atlético Huaca        | Atlético Huaca  | Atlético Huaca |

|        | Imbabura SC    | 1 - 0      | La Unión       |            | Jaime Terán Jaramillo | 14 de septiembre | 16:00          |
|        | Deportivo Coca | -          | Atlético Huaca |            | No se programó        | No se programó   | No se programó |
| Libre: | Libre:         | Cumbayá FC | Cumbayá FC     | Cumbayá FC | Cumbayá FC            | Cumbayá FC       | Cumbayá FC     |

|        | Cumbayá FC     | 3 - 0    | Deportivo Coca |          | Xavier Fernández | 20 de septiembre | 13:00          |
|        | Atlético Huaca | -        | Imbabura SC    |          | No se programó   | No se programó   | No se programó |
| Libre: | Libre:         | La Unión | La Unión       | La Unión | La Unión         | La Unión         | La Unión       |

## Zona 4
Los equipos de Imbabura, Sucumbíos, Orellana, Pichincha y Cotopaxi.

### Clasificación
| Pos. | Equipo             | Pts. | PJ | G | E | P | GF | GC | Dif. |  |
| ---- | ------------------ | ---- | -- | - | - | - | -- | -- | ---- |  |
| 1    | Espoli             | 13   | 8  | 4 | 3 | 1 | 15 | 10 | +5   |  |
| 2    | Otavalo            | 13   | 8  | 3 | 4 | 1 | 11 | 8  | +3   |  |
| 3    | Anaconda           | 11   | 8  | 3 | 3 | 2 | 8  | 6  | +2   |  |
| 4    | Consejo Provincial | 9    | 8  | 2 | 3 | 3 | 11 | 11 | 0    |  |
| 5    | Geinco             | 4    | 8  | 1 | 1 | 6 | 5  | 15 | −10  |  |

Actualizado a los partidos jugados el 21 de septiembre de 2019.
 Fuente: ecuafutbol.org
Criterios de clasificación: 1) Puntos; 2) Diferencia de goles; 3) Goles marcados
Notas:
1. ↑  Espoli fue sancionado con la reducción de 2 puntos por no presentar roles de pago.
2. ↑  Anaconda FC fue sancionado con la reducción de 1 punto por no presentar roles de pago.

### Evolución de la clasificación
| Equipo / Jornada   | 01 | 02 | 03 | 04 | 05 | 06 | 07 | 08 | 09 | 10 |
| ------------------ | -- | -- | -- | -- | -- | -- | -- | -- | -- | -- |
| Espoli             | 1  | 2  | 3  | 1  | 2  | 2  | 2  | 3  | 2  | 1  |
| Otavalo            | 2  | 1  | 1  | 2  | 1  | 1  | 1  | 2  | 3  | 2  |
| Anaconda           | 3  | 3  | 4  | 4  | 4  | 3  | 3  | 1  | 1  | 3  |
| Consejo Provincial | 5  | 4  | 5  | 5  | 5  | 5  | 4  | 4  | 4  | 4  |
| Geinco             | 4  | 5  | 2  | 3  | 3  | 4  | 5  | 5  | 5  | 5  |

### Resultados
|        | Otavalo FC  | 1 - 1              | Espoli             |                    | Municipal de Otavalo | 3 de agosto        | 16:00              |
|        | Anaconda FC | 0 - 0              | Geinco             |                    | Julio César Vega     | 4 de agosto        | 14:00              |
| Libre: | Libre:      | Consejo Provincial | Consejo Provincial | Consejo Provincial | Consejo Provincial   | Consejo Provincial | Consejo Provincial |

|        | Consejo Provincial | 2 - 2  | Otavalo FC  |        | Carlos Vernaza              | 9 de agosto  | 12:00  |
|        | Espoli             | 1 - 1  | Anaconda FC |        | Olímpico Guillermo Albornoz | 10 de agosto | 11:30  |
| Libre: | Libre:             | Geinco | Geinco      | Geinco | Geinco                      | Geinco       | Geinco |

|        | Geinco     | 2 - 0  | Consejo Provincial |        | Jaime Zumárraga      | 14 de agosto | 13:00  |
|        | Otavalo FC | 1 - 0  | Anaconda FC        |        | Municipal de Otavalo | 14 de agosto | 16:00  |
| Libre: | Libre:     | Espoli | Espoli             | Espoli | Espoli               | Espoli       | Espoli |

|        | Espoli      | 4 - 1      | Geinco             |            | Olímpico Guillermo Albornoz | 17 de agosto | 11:30      |
|        | Anaconda FC | 1 - 1      | Consejo Provincial |            | Julio César Vega            | 18 de agosto | 13:00      |
| Libre: | Libre:      | Otavalo FC | Otavalo FC         | Otavalo FC | Otavalo FC                  | Otavalo FC   | Otavalo FC |

|        | Geinco             | 1 - 3       | Otavalo FC  |             | La Cocha       | 24 de agosto | 13:00       |
|        | Consejo Provincial | 1 - 2       | Espoli      |             | Carlos Vernaza | 24 de agosto | 14:00       |
| Libre: | Libre:             | Anaconda FC | Anaconda FC | Anaconda FC | Anaconda FC    | Anaconda FC  | Anaconda FC |

|        | Espoli | 2 - 2              | Otavalo FC         |                    | LDC de Tabacundo   | 30 de agosto       | 11:30              |
|        | Geinco | 0 - 2              | Anaconda FC        |                    | La Cocha           | 30 de agosto       | 13:00              |
| Libre: | Libre: | Consejo Provincial | Consejo Provincial | Consejo Provincial | Consejo Provincial | Consejo Provincial | Consejo Provincial |

|        | Anaconda FC | 2 - 1  | Espoli             |        | Julio César Vega     | 4 de septiembre | 11:00  |
|        | Otavalo FC  | 1 - 1  | Consejo Provincial |        | Municipal de Otavalo | 4 de septiembre | 16:00  |
| Libre: | Libre:      | Geinco | Geinco             | Geinco | Geinco               | Geinco          | Geinco |

|        | Consejo Provincial | 3 - 0  | Geinco     |        | Carlos Vernaza   | 7 de septiembre | 14:00  |
|        | Anaconda FC        | 1 - 0  | Otavalo FC |        | Julio César Vega | 8 de septiembre | 11:00  |
| Libre: | Libre:             | Espoli | Espoli     | Espoli | Espoli           | Espoli          | Espoli |

|        | Consejo Provincial | 2 - 1      | Anaconda FC |            | Carlos Vernaza | 14 de septiembre | 14:00      |
|        | Geinco             | 1 - 2      | Espoli      |            | La Cocha       | 14 de septiembre | 14:00      |
| Libre: | Libre:             | Otavalo FC | Otavalo FC  | Otavalo FC | Otavalo FC     | Otavalo FC       | Otavalo FC |

|        | Otavalo FC | 1 - 0       | Geinco             |             | Municipal de Otavalo | 21 de septiembre | 12:00       |
|        | Espoli     | 2 - 1       | Consejo Provincial |             | Xavier Fernández     | 21 de septiembre | 12:00       |
| Libre: | Libre:     | Anaconda FC | Anaconda FC        | Anaconda FC | Anaconda FC          | Anaconda FC      | Anaconda FC |

## Zona 5
Los equipos de Tungurahua, Cañar, Bolívar, Chimborazo y Morona Santiago.

### Clasificación
| Pos. | Equipo          | Pts. | PJ | G | E | P | GF | GC | Dif. |  |
| ---- | --------------- | ---- | -- | - | - | - | -- | -- | ---- |  |
| 1    | Chacaritas      | 19   | 8  | 6 | 1 | 1 | 17 | 2  | +15  |  |
| 2    | Juventud Minera | 18   | 8  | 6 | 0 | 2 | 20 | 8  | +12  |  |
| 3    | Alianza         | 13   | 8  | 4 | 2 | 2 | 11 | 6  | +5   |  |
| 4    | D' León         | 7    | 8  | 2 | 1 | 5 | 12 | 14 | −2   |  |
| 5    | L.D.J. Macas    | −2   | 8  | 0 | 0 | 8 | 1  | 31 | −30  |  |

Actualizado a los partidos jugados el 21 de septiembre de 2019.
 Fuente: ecuafutbol.org
Criterios de clasificación: 1) Puntos; 2) Diferencia de goles; 3) Goles marcados
Notas:
1. ↑  Alianza fue sancionado con la reducción de 1 punto por no presentar roles de pago.
2. ↑  Liga Deportiva Juvenil de Macas fue sancionado con la reducción de 2 puntos por no presentar roles de pago.

### Evolución de la clasificación
| Equipo / Jornada | 01 | 02 | 03 | 04 | 05 | 06 | 07 | 08 | 09 | 10 |
| ---------------- | -- | -- | -- | -- | -- | -- | -- | -- | -- | -- |
| Chacaritas       | 1  | 1  | 2  | 2  | 1  | 1  | 1  | 1  | 1  | 1  |
| Juventud Minera  | 5  | 5  | 3  | 3  | 3  | 2  | 2  | 2  | 2  | 2  |
| Alianza          | 2  | 2  | 1  | 1  | 2  | 3  | 4  | 3  | 3  | 3  |
| D' León          | 3  | 3  | 4  | 4  | 4  | 4  | 3  | 4  | 4  | 4  |
| L.D.J. Macas     | 4  | 4  | 5  | 5  | 5  | 5  | 5  | 5  | 5  | 5  |

| 1. |

### Resultados
|        | Alianza   | 2 - 0   | Juventud Minera |         | Timoteo Machado | 4 de agosto | 12:30   |
|        | LDJ Macas | 0 - 2   | Chacaritas      |         | Tito Navarrete  | 4 de agosto | 16:00   |
| Libre: | Libre:    | D' León | D' León         | D' León | D' León         | D' León     | D' León |

|        | Chacaritas | 0 - 0           | Alianza         |                 | Ciudad de Pelileo    | 11 de agosto    | 16:00           |
|        | D' León    | 3 - 0           | LDJ Macas       |                 | Jorge Andrade Cantos | 28 de agosto    | 15:00           |
| Libre: | Libre:     | Juventud Minera | Juventud Minera | Juventud Minera | Juventud Minera      | Juventud Minera | Juventud Minera |

|        | Juventud Minera | 1 - 0      | D' León    |            | LDC de Echeandía | 14 de agosto | 15:00      |
|        | LDJ Macas       | 0 - 2      | Alianza    |            | Tito Navarrete   | 14 de agosto | 18:00      |
| Libre: | Libre:          | Chacaritas | Chacaritas | Chacaritas | Chacaritas       | Chacaritas   | Chacaritas |

|        | Alianza    | 2 - 2     | D' León         |           | Timoteo Machado   | 18 de agosto | 12:30     |
|        | Chacaritas | 3 - 1     | Juventud Minera |           | Ciudad de Pelileo | 18 de agosto | 16:00     |
| Libre: | Libre:     | LDJ Macas | LDJ Macas       | LDJ Macas | LDJ Macas         | LDJ Macas    | LDJ Macas |

|        | D' León         | 0 - 1   | Chacaritas |         | Jorge Andrade Cantos | 24 de agosto | 15:00   |
|        | Juventud Minera | 4 - 0   | LDJ Macas  |         | LDC de Echeandía     | 24 de agosto | 15:00   |
| Libre: | Libre:          | Alianza | Alianza    | Alianza | Alianza              | Alianza      | Alianza |

|        | Juventud Minera | 2 - 0   | Alianza   |         | LDC de Echeandía  | 31 de agosto    | 15:00   |
|        | Chacaritas      | 5 - 0   | LDJ Macas |         | Ciudad de Pelileo | 1 de septiembre | 16:00   |
| Libre: | Libre:          | D' León | D' León   | D' León | D' León           | D' León         | D' León |

|        | Alianza   | 0 - 1           | Chacaritas      |                 | Timoteo Machado | 4 de septiembre | 15:30           |
|        | LDJ Macas | 0 - 4           | D' León         |                 | Tito Navarrete  | 4 de septiembre | 18:00           |
| Libre: | Libre:    | Juventud Minera | Juventud Minera | Juventud Minera | Juventud Minera | Juventud Minera | Juventud Minera |

|        | D' León | 2 - 3      | Juventud Minera |            | Manuel J. Calle | 7 de septiembre | 11:30      |
|        | Alianza | 3 - 0      | LDJ Macas       |            | Timoteo Machado | 8 de septiembre | 12:30      |
| Libre: | Libre:  | Chacaritas | Chacaritas      | Chacaritas | Chacaritas      | Chacaritas      | Chacaritas |

|        | D' León         | 1 - 2     | Alianza    |           | Manuel J. Calle  | 14 de septiembre | 11:30     |
|        | Juventud Minera | 1 - 0     | Chacaritas |           | LDC de Echeandía | 14 de septiembre | 15:00     |
| Libre: | Libre:          | LDJ Macas | LDJ Macas  | LDJ Macas | LDJ Macas        | LDJ Macas        | LDJ Macas |

|        | LDJ Macas  | 1 - 8   | Juventud Minera |         | Tito Navarrete    | 21 de septiembre | 15:00   |
|        | Chacaritas | 5 - 0   | D' León         |         | Ciudad de Pelileo | 21 de septiembre | 15:00   |
| Libre: | Libre:     | Alianza | Alianza         | Alianza | Alianza           | Alianza          | Alianza |

## Zona 6
Los equipos de Tungurahua, Cañar, Bolívar, Chimborazo y Pastaza.

### Clasificación
| Pos. | Equipo          | Pts. | PJ | G | E | P | GF | GC | Dif. |  |
| ---- | --------------- | ---- | -- | - | - | - | -- | -- | ---- |  |
| 1    | Deportivo Guano | 15   | 8  | 5 | 1 | 2 | 20 | 7  | +13  |  |
| 2    | San Francisco   | 14   | 8  | 4 | 2 | 2 | 15 | 10 | +5   |  |
| 3    | Pelileo         | 13   | 8  | 4 | 2 | 2 | 11 | 5  | +6   |  |
| 4    | Unibolívar      | 12   | 8  | 4 | 1 | 3 | 13 | 10 | +3   |  |
| 5    | El Recreo       | −2   | 8  | 0 | 0 | 8 | 2  | 29 | −27  |  |

Actualizado a los partidos jugados el 22 de septiembre de 2019.
 Fuente: ecuafutbol.org
Criterios de clasificación: 1) Puntos; 2) Diferencia de goles; 3) Goles marcados
Notas:
1. ↑  Deportivo Guano fue sancionado con la reducción de 1 punto por no presentar roles de pago.
2. ↑  Pelileo SC fue sancionado con la reducción de 1 punto por no presentar roles de pago.
3. ↑  Unibolívar fue sancionado con la reducción de 1 punto por no presentar roles de pago.
4. ↑  El Recreo fue sancionado con la reducción de 2 puntos por no presentar roles de pago.

### Evolución de la clasificación
| Equipo / Jornada | 01 | 02 | 03 | 04 | 05 | 06 | 07 | 08 | 09 | 10 |
| ---------------- | -- | -- | -- | -- | -- | -- | -- | -- | -- | -- |
| Deportivo Guano  | 2  | 2  | 4  | 2  | 2  | 1  | 1  | 1  | 1  | 1  |
| San Francisco    | 1  | 1  | 1  | 1  | 3  | 2  | 2  | 3  | 3  | 2  |
| Pelileo          | 3  | 4  | 3  | 3  | 1  | 3  | 3  | 2  | 4  | 3  |
| Unibolívar       | 4  | 3  | 2  | 4  | 4  | 4  | 4  | 4  | 2  | 4  |
| El Recreo        | 5  | 5  | 5  | 5  | 5  | 5  | 5  | 5  | 5  | 5  |

### Resultados
|        | Unibolívar    | 0 - 1      | Deportivo Guano |            | Centenario           | 3 de agosto | 14:00      |
|        | San Francisco | 4 - 1      | El Recreo       |            | Jorge Andrade Cantos | 4 de agosto | 11:30      |
| Libre: | Libre:        | Pelileo SC | Pelileo SC      | Pelileo SC | Pelileo SC           | Pelileo SC  | Pelileo SC |

|        | Pelileo SC | 0 - 1           | San Francisco   |                 | Ciudad de Pelileo   | 9 de agosto     | 16:00           |
|        | El Recreo  | 0 - 1           | Unibolívar      |                 | Víctor Hugo Georgis | 11 de agosto    | 11:30           |
| Libre: | Libre:     | Deportivo Guano | Deportivo Guano | Deportivo Guano | Deportivo Guano     | Deportivo Guano | Deportivo Guano |

|        | Deportivo Guano | 0 - 1     | Pelileo SC |           | Timoteo Machado      | 14 de agosto | 15:00     |
|        | San Francisco   | 1 - 1     | Unibolívar |           | Jorge Andrade Cantos | 14 de agosto | 19:30     |
| Libre: | Libre:          | El Recreo | El Recreo  | El Recreo | El Recreo            | El Recreo    | El Recreo |

|        | Unibolívar | 0 - 2         | Pelileo SC      |               | Centenario          | 17 de agosto  | 14:00         |
|        | El Recreo  | 0 - 4         | Deportivo Guano |               | Víctor Hugo Georgis | 18 de agosto  | 13:30         |
| Libre: | Libre:     | San Francisco | San Francisco   | San Francisco | San Francisco       | San Francisco | San Francisco |

|        | Deportivo Guano | 3 - 1      | San Francisco |            | Timoteo Machado   | 25 de agosto | 12:30      |
|        | Pelileo SC      | 2 - 0      | El Recreo     |            | Ciudad de Pelileo | 25 de agosto | 16:00      |
| Libre: | Libre:          | Unibolívar | Unibolívar    | Unibolívar | Unibolívar        | Unibolívar   | Unibolívar |

|        | Deportivo Guano | 3 - 2      | Unibolívar    |            | Timoteo Machado     | 1 de septiembre | 12:30      |
|        | El Recreo       | 1 - 3      | San Francisco |            | Víctor Hugo Georgis | 1 de septiembre | 13:30      |
| Libre: | Libre:          | Pelileo SC | Pelileo SC    | Pelileo SC | Pelileo SC          | Pelileo SC      | Pelileo SC |

|        | Unibolívar    | 4 - 0           | El Recreo       |                 | Centenario           | 4 de septiembre | 14:00           |
|        | San Francisco | 1 - 1           | Pelileo SC      |                 | Jorge Andrade Cantos | 4 de septiembre | 16:00           |
| Libre: | Libre:        | Deportivo Guano | Deportivo Guano | Deportivo Guano | Deportivo Guano      | Deportivo Guano | Deportivo Guano |

|        | Unibolívar | 3 - 2     | San Francisco   |           | Centenario        | 7 de septiembre | 14:00     |
|        | Pelileo SC | 1 - 1     | Deportivo Guano |           | Ciudad de Pelileo | 8 de septiembre | 16:00     |
| Libre: | Libre:     | El Recreo | El Recreo       | El Recreo | El Recreo         | El Recreo       | El Recreo |

|        | Deportivo Guano | 8 - 0         | El Recreo     |               | Timoteo Machado   | 15 de septiembre | 12:30         |
|        | Pelileo SC      | 1 - 2         | Unibolívar    |               | Ciudad de Pelileo | 15 de septiembre | 16:00         |
| Libre: | Libre:          | San Francisco | San Francisco | San Francisco | San Francisco     | San Francisco    | San Francisco |

|        | San Francisco | 2 - 0      | Deportivo Guano |            | Jorge Andrade Cantos | 22 de septiembre | 13:00      |
|        | El Recreo     | 0 - 3      | Pelileo SC      |            | Víctor Hugo Georgis  | 22 de septiembre | 13:00      |
| Libre: | Libre:        | Unibolívar | Unibolívar      | Unibolívar | Unibolívar           | Unibolívar       | Unibolívar |

## Zona 7
Los equipos de Azuay, El Oro, Guayas y Loja.

### Clasificación
| Pos. | Equipo                  | Pts. | PJ | G | E | P | GF | GC | Dif. |  |
| ---- | ----------------------- | ---- | -- | - | - | - | -- | -- | ---- |  |
| 1    | 9 de Octubre            | 17   | 6  | 6 | 0 | 0 | 22 | 4  | +18  |  |
| 2    | Parma                   | 9    | 6  | 3 | 1 | 2 | 10 | 9  | +1   |  |
| 3    | Estrella Roja           | 4    | 5  | 1 | 1 | 3 | 5  | 11 | −6   |  |
| 4    | Independiente de Pindal | −2   | 5  | 0 | 0 | 5 | 5  | 18 | −13  |  |

Actualizado a los partidos jugados el 22 de septiembre de 2019.
 Fuente: ecuafutbol.org
Criterios de clasificación: 1) Puntos; 2) Diferencia de goles; 3) Goles marcados
Notas:
1. ↑  9 de Octubre fue sancionado con la reducción de 1 punto por no presentar roles de pago.
2. ↑  Parma FC fue sancionado con la reducción de 1 punto por no presentar roles de pago.
3. ↑  Independiente de Pindal fue sancionado con la reducción de 2 puntos por no presentar roles de pago.

### Evolución de la clasificación
| Equipo / Jornada        | 01 | 02 | 03 | 04 | 05 | 06 |
| ----------------------- | -- | -- | -- | -- | -- | -- |
| 9 de Octubre            | 1  | 1  | 1  | 1  | 1  | 1  |
| Parma                   | 4  | 3  | 2  | 2  | 2  | 2  |
| Estrella Roja           | 2  | 2  | 3  | 3  | 3  | 3  |
| Independiente de Pindal | 3  | 4  | 4  | 4  | 4  | 4  |

### Resultados
|  | Estrella Roja | 4 - 2 | Independiente de Pindal |  | Alejandro Serrano Aguilar | 4 de agosto | 11:30 |
|  | Parma FC      | 1 - 4 | 9 de Octubre            |  | 9 de Mayo                 | 4 de agosto | 15:00 |

|  | 9 de Octubre            | 2 - 0 | Estrella Roja |  | Alejandro Ponce Noboa | 9 de agosto  | 09:30 |
|  | Independiente de Pindal | 0 - 1 | Parma FC      |  | Municipal de Pindal   | 11 de agosto | 15:00 |

|  | Parma FC     | 4 - 0 | Estrella Roja           |  | 9 de Mayo         | 17 de agosto | 15:00 |
|  | 9 de Octubre | 5 - 0 | Independiente de Pindal |  | Christian Benítez | 17 de agosto | 19:00 |

|  | Estrella Roja           | 1 - 1 | Parma FC     |  | Alejandro Serrano Aguilar | 31 de agosto    | 12:00 |
|  | Independiente de Pindal | 2 - 6 | 9 de Octubre |  | Municipal de Pindal       | 1 de septiembre | 15:00 |

|  | Estrella Roja | 0 - 2 | 9 de Octubre            |  | Alejandro Serrano Aguilar | 14 de septiembre | 12:00 |
|  | Parma FC      | 2 - 1 | Independiente de Pindal |  | 9 de Mayo                 | 14 de septiembre | 15:00 |

|  | 9 de Octubre            | 3 - 1 | Parma FC      |  | Christian Benítez | 22 de septiembre | 17:00          |
|  | Independiente de Pindal | -     | Estrella Roja |  | No se programó    | No se programó   | No se programó |

## Zona 8
Los equipos de Azuay, El Oro, Guayas y Loja.

### Clasificación
| Pos. | Equipo       | Pts. | PJ | G | E | P | GF | GC | Dif. |  |
| ---- | ------------ | ---- | -- | - | - | - | -- | -- | ---- |  |
| 1    | Patria       | 11   | 6  | 3 | 2 | 1 | 11 | 6  | +5   |  |
| 2    | Gloria       | 8    | 6  | 2 | 2 | 2 | 8  | 6  | +2   |  |
| 3    | Santos       | 7    | 6  | 2 | 2 | 2 | 6  | 8  | −2   |  |
| 4    | Loja Federal | 3    | 6  | 1 | 2 | 3 | 5  | 10 | −5   |  |

Actualizado a los partidos jugados el 22 de septiembre de 2019.
 Fuente: ecuafutbol.org
Criterios de clasificación: 1) Puntos; 2) Diferencia de goles; 3) Goles marcados
Notas:
1. ↑  Santos FC fue sancionado con la reducción de 1 punto por no presentar roles de pago.
2. ↑  Loja Federal fue sancionado con la reducción de 2 puntos por no presentar roles de pago.

### Evolución de la clasificación
| Equipo / Jornada | 01 | 02 | 03 | 04 | 05 | 06 |
| ---------------- | -- | -- | -- | -- | -- | -- |
| Patria           | 1  | 1  | 1  | 1  | 1  | 1  |
| Gloria           | 3  | 4  | 4  | 2  | 2  | 2  |
| Santos           | 4  | 3  | 3  | 4  | 3  | 3  |
| Loja Federal     | 2  | 2  | 2  | 3  | 4  | 4  |

### Resultados
|  | Patria       | 5 - 0 | Santos FC |  | Arenas de Samborondón | 3 de agosto | 16:00 |
|  | Loja Federal | 2 - 1 | Gloria    |  | Reina del Cisne       | 4 de agosto | 12:30 |

|  | Santos FC | 3 - 1 | Loja Federal |  | José María Mora           | 10 de agosto | 15:30 |
|  | Gloria    | 1 - 1 | Patria       |  | Alejandro Serrano Aguilar | 11 de agosto | 14:30 |

|  | Gloria       | 0 - 0 | Santos FC |  | Municipal de Guachapala | 16 de agosto | 12:30 |
|  | Loja Federal | 1 - 1 | Patria    |  | Reina del Cisne         | 18 de agosto | 12:30 |

|  | Patria    | 1 - 0 | Loja Federal |  | Arenas de Samborondón | 31 de agosto    | 16:00 |
|  | Santos FC | 0 - 1 | Gloria       |  | José María Mora       | 1 de septiembre | 15:30 |

|  | Loja Federal | 1 - 1 | Santos FC |  | Reina del Cisne       | 14 de septiembre | 11:30 |
|  | Patria       | 3 - 2 | Gloria    |  | Arenas de Samborondón | 14 de septiembre | 16:00 |

|  | Gloria    | 3 - 0 | Loja Federal |  | Alejandro Serrano Aguilar | 22 de septiembre | 15:30 |
|  | Santos FC | 2 - 0 | Patria       |  | José María Mora           | 22 de septiembre | 15:30 |

## Equipos clasificados a la fase nacional (cuadrangulares semifinales)
| Zona | 1.° lugar                             | 2.° lugar                      |
| ---- | ------------------------------------- | ------------------------------ |
| 1    | Club Social y Deportivo Vargas Torres | Club Deportivo La Paz          |
| 2    | Club Sport Venecia                    | Esmeraldas Fútbol Club         |
| 3    | Imbabura Sporting Club                | Cumbayá Fútbol Club            |
| 4    | Club Deportivo Espoli                 | Otavalo Fútbol Club            |
| 5    | Chacaritas Fútbol Club                | Club Deportivo Juventud Minera |
| 6    | Club Deportivo Guano                  | Club Deportivo San Francisco   |
| 7    | 9 de Octubre Fútbol Club              | Parma Fútbol Club              |
| 8    | Club Sport Patria                     | Club Deportivo Gloria          |

## Cuadrangulares semifinales
– Clasificado para el cuadrangular final.

### Grupo A
| Pos. | Equipo          | Pts. | PJ | G | E | P | GF | GC | Dif. |  |
| ---- | --------------- | ---- | -- | - | - | - | -- | -- | ---- |  |
| 1    | Esmeraldas      | 13   | 6  | 4 | 1 | 1 | 10 | 5  | +5   |  |
| 2    | Imbabura        | 6    | 6  | 3 | 1 | 2 | 8  | 7  | +1   |  |
| 3    | Juventud Minera | 6    | 6  | 1 | 3 | 2 | 6  | 8  | −2   |  |
| 4    | Espoli          | 0    | 6  | 1 | 1 | 4 | 3  | 7  | −4   |  |

Actualizado a los partidos jugados el 16 de noviembre de 2019.
 Fuente: ecuafutbol.org
Criterios de clasificación: 1) Puntos; 2) Diferencia de goles; 3) Goles marcados
Notas:
1. ↑  Imbabura SC fue sancionado con la reducción de 4 puntos por no presentar roles de pago.
2. ↑  Espoli fue sancionado con la reducción de 4 puntos por no presentar roles de pago.

### Evolución de la clasificación
| Equipo / Jornada | 01 | 02 | 03 | 04 | 05 | 06 |
| ---------------- | -- | -- | -- | -- | -- | -- |
| Esmeraldas       | 2  | 1  | 1  | 1  | 1  | 1  |
| Imbabura         | 1  | 3  | 3  | 2  | 2  | 2  |
| Juventud Minera  | 3  | 2  | 2  | 3  | 3  | 3  |
| Espoli           | 4  | 4  | 4  | 4  | 4  | 4  |

### Resultados
|  | Juventud Minera | 0 - 0 | Esmeraldas FC |  | LDC de Echeandía      | 19 de octubre | 15:00 |
|  | Imbabura SC     | 1 - 0 | Espoli        |  | Jaime Terán Jaramillo | 19 de octubre | 16:00 |

|  | Espoli        | 0 - 1 | Juventud Minera |  | Xavier Fernández | 26 de octubre | 11:30 |
|  | Esmeraldas FC | 3 - 1 | Imbabura SC     |  | Folke Anderson   | 26 de octubre | 12:30 |

|  | Esmeraldas FC   | 2 - 0 | Espoli      |  | Folke Anderson   | 30 de octubre | 10:00 |
|  | Juventud Minera | 1 - 1 | Imbabura SC |  | LDC de Echeandía | 30 de octubre | 15:00 |

|  | Espoli      | 0 - 1 | Esmeraldas FC   |  | Xavier Fernández      | 2 de noviembre | 11:30 |
|  | Imbabura SC | 2 - 1 | Juventud Minera |  | Jaime Terán Jaramillo | 3 de noviembre | 09:15 |

|  | Juventud Minera | 1 - 1 | Espoli        |  | LDC de Echeandía      | 9 de noviembre | 15:30 |
|  | Imbabura SC     | 2 - 0 | Esmeraldas FC |  | Jaime Terán Jaramillo | 9 de noviembre | 15:30 |

|  | Espoli        | 2 - 1 | Imbabura SC     |  | Xavier Fernández | 16 de noviembre | 12:30 |
|  | Esmeraldas FC | 4 - 2 | Juventud Minera |  | Folke Anderson   | 16 de noviembre | 12:30 |

### Grupo B
| Pos. | Equipo          | Pts. | PJ | G | E | P | GF | GC | Dif. |  |
| ---- | --------------- | ---- | -- | - | - | - | -- | -- | ---- |  |
| 1    | Otavalo         | 12   | 6  | 3 | 3 | 0 | 8  | 2  | +6   |  |
| 2    | Deportivo Guano | 9    | 6  | 4 | 1 | 1 | 8  | 4  | +4   |  |
| 3    | San Francisco   | 4    | 6  | 1 | 1 | 4 | 4  | 8  | −4   |  |
| 4    | Vargas Torres   | 0    | 6  | 1 | 1 | 4 | 1  | 7  | −6   |  |

Actualizado a los partidos jugados el 16 de noviembre de 2019.
 Fuente: ecuafutbol.org
Criterios de clasificación: 1) Puntos; 2) Diferencia de goles; 3) Goles marcados
Notas:
1. ↑  Deportivo Guano fue sancionado con la reducción de 4 puntos por no presentar roles de pago.
2. ↑  Vargas Torres fue sancionado con la reducción de 4 puntos por no presentar roles de pago.

### Evolución de la clasificación
| Equipo / Jornada | 01 | 02 | 03 | 04 | 05 | 06 |
| ---------------- | -- | -- | -- | -- | -- | -- |
| Otavalo          | 2  | 2  | 2  | 2  | 2  | 1  |
| Deportivo Guano  | 1  | 1  | 1  | 1  | 1  | 2  |
| San Francisco    | 4  | 3  | 4  | 3  | 3  | 3  |
| Vargas Torres    | 3  | 4  | 3  | 4  | 4  | 4  |

### Resultados
|  | Vargas Torres | 0 - 0 | Otavalo FC      |  | Folke Anderson       | 19 de octubre | 12:30 |
|  | San Francisco | 2 - 3 | Deportivo Guano |  | Jorge Andrade Cantos | 23 de octubre | 19:30 |

|  | Otavalo FC      | 1 - 1 | San Francisco |  | Municipal de Otavalo | 26 de octubre | 16:00 |
|  | Deportivo Guano | 1 - 0 | Vargas Torres |  | Timoteo Machado      | 27 de octubre | 12:00 |

|  | Vargas Torres | 1 - 0 | San Francisco   |  | Folke Anderson       | 30 de octubre | 15:30 |
|  | Otavalo FC    | 2 - 1 | Deportivo Guano |  | Municipal de Otavalo | 30 de octubre | 16:00 |

|  | San Francisco   | 1 - 0 | Vargas Torres |  | Municipal 26 de Enero | 3 de noviembre | 12:00 |
|  | Deportivo Guano | 0 - 0 | Otavalo FC    |  | Timoteo Machado       | 3 de noviembre | 12:00 |

|  | Vargas Torres | 0 - 1 | Deportivo Guano |  | Folke Anderson       | 9 de noviembre | 12:00 |
|  | San Francisco | 0 - 1 | Otavalo FC      |  | Jorge Andrade Cantos | 9 de noviembre | 12:00 |

|  | Otavalo FC      | 4 - 0 | Vargas Torres |  | Municipal de Otavalo | 16 de noviembre | 14:00 |
|  | Deportivo Guano | 2 - 0 | San Francisco |  | Timoteo Machado      | 16 de noviembre | 14:00 |

### Grupo C
| Pos. | Equipo       | Pts. | PJ | G | E | P | GF | GC | Dif. |  |
| ---- | ------------ | ---- | -- | - | - | - | -- | -- | ---- |  |
| 1    | Venecia      | 13   | 6  | 4 | 2 | 0 | 10 | 6  | +4   |  |
| 2    | 9 de Octubre | 11   | 6  | 3 | 2 | 1 | 13 | 5  | +8   |  |
| 3    | Cumbayá      | 4    | 5  | 1 | 1 | 3 | 5  | 6  | −1   |  |
| 4    | Parma        | 1    | 5  | 0 | 1 | 4 | 2  | 13 | −11  |  |

Actualizado a los partidos jugados el 16 de noviembre de 2019.
 Fuente: ecuafutbol.org
Criterios de clasificación: 1) Puntos; 2) Diferencia de goles; 3) Goles marcados
Notas:
1. ↑  Venecia fue sancionado con la reducción de 4 puntos, 1 por no presentar roles de pago y 3 como sanción por problemas con afiliación de jugadores al IESS.[9][10] El 3 de mayo de 2021, el TAS falló a favor del Club Sport Venecia y redujo la sanción a un punto, sin embargo dicha resolución no modificó la clasificación de 9 de Octubre al Cuadrangular final.[11]

### Evolución de la clasificación
| Equipo / Jornada | 01 | 02 | 03 | 04 | 05 | 06 |
| ---------------- | -- | -- | -- | -- | -- | -- |
| Venecia          | 1  | 2  | 2  | 1  | 1  | 1  |
| 9 de Octubre     | 2  | 1  | 1  | 2  | 2  | 2  |
| Cumbayá          | 3  | 3  | 3  | 3  | 3  | 3  |
| Parma            | 4  | 4  | 4  | 4  | 4  | 4  |

### Resultados
|  | Cumbayá FC   | 0 - 0 | Parma FC |  | Xavier Fernández  | 19 de octubre | 11:00 |
|  | 9 de Octubre | 2 - 2 | Venecia  |  | Christian Benítez | 19 de octubre | 19:30 |

|  | Parma FC | 0 - 3 | 9 de Octubre |  | Carlos Falquez Batallas | 26 de octubre | 15:30 |
|  | Venecia  | 2 - 1 | Cumbayá FC   |  | Rafael Vera Yépez       | 26 de octubre | 16:00 |

|  | Venecia      | 2 - 1 | Parma FC   |  | Rafael Vera Yépez | 30 de octubre | 16:00 |
|  | 9 de Octubre | 2 - 1 | Cumbayá FC |  | Christian Benítez | 30 de octubre | 16:00 |

|  | Parma FC   | 1 - 2 | Venecia      |  | 9 de Mayo         | 2 de noviembre | 15:00 |
|  | Cumbayá FC | 2 - 0 | 9 de Octubre |  | General Rumiñahui | 3 de noviembre | 11:00 |

|  | Cumbayá FC   | 1 - 2 | Venecia  |  | Xavier Fernández  | 9 de noviembre | 12:30 |
|  | 9 de Octubre | 6 - 0 | Parma FC |  | Christian Benítez | 9 de noviembre | 12:30 |

|  | Venecia  | 0 - 0 | 9 de Octubre |  | Rafael Vera Yépez | 16 de noviembre | 15:30      |
|  | Parma FC | -     | Cumbayá FC   |  | No se jugó        | No se jugó      | No se jugó |

### Grupo D
| Pos. | Equipo     | Pts. | PJ | G | E | P | GF | GC | Dif. |  |
| ---- | ---------- | ---- | -- | - | - | - | -- | -- | ---- |  |
| 1    | Chacaritas | 8    | 6  | 3 | 3 | 0 | 11 | 6  | +5   |  |
| 2    | La Paz     | 7    | 6  | 2 | 2 | 2 | 8  | 9  | −1   |  |
| 3    | Patria     | 7    | 6  | 2 | 1 | 3 | 10 | 12 | −2   |  |
| 4    | Gloria     | 2    | 6  | 2 | 0 | 4 | 12 | 14 | −2   |  |

Actualizado a los partidos jugados el 16 de noviembre de 2019.
 Fuente: ecuafutbol.org
Criterios de clasificación: 1) Puntos; 2) Diferencia de goles; 3) Goles marcados
Notas:
1. ↑  Chacaritas FC fue sancionado con la reducción de 4 puntos por no presentar roles de pago.
2. ↑  La Paz fue sancionado con la reducción de 1 punto por no presentar roles de pago.
3. ↑  Gloria fue sancionado con la reducción de 4 puntos por no presentar roles de pago.

### Evolución de la clasificación
| Equipo / Jornada | 01 | 02 | 03 | 04 | 05 | 06 |
| ---------------- | -- | -- | -- | -- | -- | -- |
| Chacaritas       | 1  | 1  | 1  | 1  | 1  | 1  |
| La Paz           | 2  | 3  | 3  | 3  | 2  | 2  |
| Patria           | 3  | 4  | 2  | 4  | 4  | 3  |
| Gloria           | 4  | 2  | 4  | 2  | 3  | 4  |

### Resultados
|  | La Paz     | 1 - 0 | Patria |  | Jocay             | 19 de octubre | 16:00 |
|  | Chacaritas | 3 - 1 | Gloria |  | Ciudad de Pelileo | 20 de octubre | 16:00 |

|  | Gloria | 3 - 1 | La Paz     |  | Municipal de Guachapala | 26 de octubre | 13:00 |
|  | Patria | 1 - 1 | Chacaritas |  | Arenas de Samborondón   | 26 de octubre | 16:00 |

|  | La Paz | 1 - 1 | Chacaritas |  | Reales Tamarindos     | 30 de octubre | 12:00 |
|  | Patria | 2 - 1 | Gloria     |  | Arenas de Samborondón | 30 de octubre | 16:00 |

|  | Gloria     | 3 - 2 | Patria |  | Alejandro Serrano Aguilar | 3 de noviembre | 13:00 |
|  | Chacaritas | 0 - 0 | La Paz |  | Ciudad de Pelileo         | 3 de noviembre | 16:00 |

|  | La Paz     | 2 - 1 | Gloria |  | Jocay             | 9 de noviembre | 12:00 |
|  | Chacaritas | 3 - 1 | Patria |  | Ciudad de Pelileo | 9 de noviembre | 12:00 |

|  | Gloria | 2 - 3 | Chacaritas |  | Alejandro Serrano Aguilar | 16 de noviembre | 15:00 |
|  | Patria | 4 - 3 | La Paz     |  | Arenas de Samborondón     | 16 de noviembre | 15:00 |

## Cuadrangular final

### Clasificación
| Pos. | Equipo       | Pts. | PJ | G | E | P | GF | GC | Dif. |  |
| ---- | ------------ | ---- | -- | - | - | - | -- | -- | ---- |  |
| 1    | Chacaritas   | 13   | 6  | 4 | 1 | 1 | 8  | 5  | +3   |  |
| 2    | 9 de Octubre | 12   | 6  | 4 | 0 | 2 | 13 | 6  | +7   |  |
| 3    | Otavalo      | 8    | 6  | 2 | 2 | 2 | 8  | 6  | +2   |  |
| 4    | Esmeraldas   | 1    | 6  | 0 | 1 | 5 | 1  | 13 | −12  |  |

Actualizado a los partidos jugados el 22 de diciembre de 2019.
 Fuente: ecuafutbol.org
Criterios de clasificación: 1) Puntos; 2) Diferencia de goles; 3) Goles marcados
|  | Campeón ascendido a la Serie B 2020.     |
|  | Vicecampeón ascendido a la Serie B 2020. |

### Evolución de la clasificación
| Equipo / Jornada | 01 | 02 | 03 | 04 | 05 | 06 |
| ---------------- | -- | -- | -- | -- | -- | -- |
| Chacaritas       | 2  | 2  | 1  | 2  | 2  | 1  |
| 9 de Octubre     | 1  | 1  | 2  | 1  | 1  | 2  |
| Otavalo          | 4  | 3  | 3  | 3  | 3  | 3  |
| Esmeraldas       | 3  | 4  | 4  | 4  | 4  | 4  |

### Resultados
|  | Chacaritas   | 1 - 0 (enlace roto disponible en Internet Archive; véase el historial, la primera versión y la última). | Esmeraldas |  | Ciudad de Pelileo     | 5 de diciembre | 16:00 |
|  | 9 de Octubre | 3 - 1 (enlace roto disponible en Internet Archive; véase el historial, la primera versión y la última). | Otavalo    |  | Alejandro Ponce Noboa | 5 de diciembre | 16:00 |

|  | Otavalo    | 1 - 1 (enlace roto disponible en Internet Archive; véase el historial, la primera versión y la última). | Chacaritas   |  | Municipal de Otavalo | 8 de diciembre | 11:30 |
|  | Esmeraldas | 0 - 2 (enlace roto disponible en Internet Archive; véase el historial, la primera versión y la última). | 9 de Octubre |  | Folke Anderson       | 8 de diciembre | 12:30 |

|  | Esmeraldas | 1 - 1 (enlace roto disponible en Internet Archive; véase el historial, la primera versión y la última). | Otavalo      |  | Folke Anderson    | 12 de diciembre | 12:30 |
|  | Chacaritas | 3 - 2 (enlace roto disponible en Internet Archive; véase el historial, la primera versión y la última). | 9 de Octubre |  | Ciudad de Pelileo | 12 de diciembre | 16:00 |

|  | Otavalo      | 3 - 0 (enlace roto disponible en Internet Archive; véase el historial, la primera versión y la última). | Esmeraldas |  | Municipal de Otavalo  | 15 de diciembre | 11:30 |
|  | 9 de Octubre | 2 - 0 (enlace roto disponible en Internet Archive; véase el historial, la primera versión y la última). | Chacaritas |  | Alejandro Ponce Noboa | 15 de diciembre | 15:30 |

|  | 9 de Octubre | 4 - 0 (enlace roto disponible en Internet Archive; véase el historial, la primera versión y la última). | Esmeraldas |  | Alejandro Ponce Noboa | 19 de diciembre | 15:30 |
|  | Chacaritas   | 1 - 0 (enlace roto disponible en Internet Archive; véase el historial, la primera versión y la última). | Otavalo    |  | Ciudad de Pelileo     | 19 de diciembre | 16:00 |

|  | Esmeraldas | 0 - 2 (enlace roto disponible en Internet Archive; véase el historial, la primera versión y la última). | Chacaritas   |  | Folke Anderson       | 22 de diciembre | 12:30 |
|  | Otavalo    | 2 - 0 (enlace roto disponible en Internet Archive; véase el historial, la primera versión y la última). | 9 de Octubre |  | Municipal de Otavalo | 22 de diciembre | 12:30 |

### Campeón
|                                                            |
| Chacaritas Fútbol Club 1.er título Ascendió a la Serie B   |
| También ascendió 9 de Octubre Fútbol Club como subcampeón. |

## Goleadores
- Actualizado el 23 de diciembre de 2019

| Jugador              | Equipo            | Goles | Penalti |
| -------------------- | ----------------- | ----- | ------- |
| 1. Joao Paredes      | La Paz            | 14    | -       |
| 2. Jersson Rodríguez | Chacaritas        | 11    | 1       |
| 3. Fabry Caicedo     | La Paz            | 10    | -       |
| 4. José Caicedo      | Patria            | 10    | -       |
| 5. Christian Castro  | Deportivo Quevedo | 10    | -       |
| 6. Danny Cabezas     | 9 de Octubre      | 10    | -       |
| 7. Walberto Caicedo  | 9 de Octubre      | 9     | -       |
| 8. Leonardo Nazareno | Deportivo Quevedo | 8     | -       |
| 9. Hugo Flores       | Juventud Minera   | 8     | -       |
| 10. Mario Gallegos   | Vargas Torres     | 8     | -       |